# 福建中医药大学
福建中医药大学是位于福建省福州市的一所高等中医药院校。目前，福建中医药大学拥有旗山校区和屏山校区两个校区。其中，旗山校区位于福州市闽侯上街镇华佗路1号，为福建中医药大学在福州大学城的新校区，是大学的主体部份。
福建中医药大学原名福建中医学院。2010年，福建中医学院更名为福建中医药大学。

## 院系设置
- 药学院
- 骨伤学院
- 针灸学院
- 中医学院
- 中西医结合学院
- 管理学院
- 护理学院
- 体育部
- 研究生部
- 康复医学院
- 海外教育学院
- 成人教育学院
- 福建中医药大学第一临床医学院（福建省人民医院）
- 福建中医药大学第二临床医学院（福建省第二人民医院）
- 福建中医药大学第三临床医学院（厦门中医院）

## 附属医院
- 福建省人民医院（福建中医药大学附属人民医院）
- 福建省第二人民医院（福建中医药大学附属第二人民医院）
- 福建省第三人民医院（福建中医药大学附属第三人民医院）
- 福建省康复医院（福建中医药大学附属康复医院）
- 福州市第二医院
- 厦门市中医院
- 泉州市中医院
- 漳州市中医院
- 三明市中西医结合医院
- 宁德市医院

## 附属研究院
- 福建省中医药研究院

## 校办产业
- 国际中医药培训交流中心
- 福州屏山制药厂
- 福建中医药大学资产经营有限公司

## 图库
- 2020年2月14日，福建援助武汉医疗队队员、福建中医药大学附属人民医院呼吸科副主任医师林劲榕介绍金银潭医院诊断
- 2020年2月27日，福建第一批支援湖北医疗队队员、福建中医药大学附属第二人民医院的护士长林静记录在金银潭医院的工作
- 2020年5月4日，福建中医药大学附属第二人民医院心内科、介入科护师、福建省第十一批支援湖北医疗队的队员丁美娜接受采访，回忆金鹰潭医院工作